# Hope in Anguish
Hope in Anguish é o terceiro álbum de estúdio da banda East West, lançado em 10 de Junho de 2003.

## Faixas
Todas as faixas por East West.
1. "Vacant" – 3:28
2. "Dwell" – 4:13
3. "Drink Me" – 3:05
4. "Seven" – 3:58
5. "For Every Wish" – 3:25
6. "Brutally Wrong" – 2:40
7. "Murderer" – 2:45
8. "Envy" – 3:41
9. "The Final Say" – 4:33
10. "Zero Hour" – 3:58
11. "The Great Facade" – 4:54
12. "Carpe Noctum" – 13:09